# Stina Jackson
Stina Jackson (Skellefteå, 1983) è una scrittrice svedese di libri gialli.

## Biografia
Nata nel 1983 a Skellefteå, vive e lavora a Denver dove si è trasferita intorno al 2010 con il marito.
Nel 2018 ha esordito nella narrativa con il thriller Ghiaccio e argento aggiudicandosi il Premio svedese per la letteratura gialla e il Glasnyckeln l'anno successivo.
Nel 2020 ha pubblicato il secondo romanzo, Ödesmark.

## Opere
- Ghiaccio e argento (Silvervägen, 2018), Milano, Longanesi, 2019 traduzione di Andrea Berardini ISBN 978-88-304-5280-0.
- L'ultima neve d'inverno (Odesmark, 2020), Milano, Longanesi, 2022 traduzione di Andrea Berardini

## Premi e riconoscimenti
- Premio svedese per la letteratura gialla: 2018 vincitrice con Ghiaccio e argento
- Glasnyckeln: 2019 vincitrice con Ghiaccio e argento